# Sinh tử chiến
Sinh tử chiến (tựa gốc: The King of Fighters) là một phim khoa học viễn tưởng võ thuật của Mỹ năm 2010 dựa trên loạt trò chơi điện tử đối kháng The King of Fighters của SNK. Do Gordon Chan đạo diễn, phim có sự tham gia của Sean Faris vai Kyo Kusanagi, Maggie Q vao Mai Shiranui, Will Yun Lee vai Iori Yagami và Ray Park vai Rugal Bernstein.

## Nội dung
King of Fighters là một giải đấu được tổ chức ở một chiều không gian khác.  Khi các thí sinh được đưa ra thử thách, họ sẽ tham gia giải đấu thông qua tai nghe Bluetooth đặc biệt.
Mai Shiranui và bạn trai Iori Yagami tham dự buổi ra mắt riêng tư về ba di vật tại bảo tàng ở Boston: Gương Kagura, Vòng cổ Yagami và Thanh kiếm Kusanagi.  Rugal Bernstein xông vào khu triển lãm và đánh cắp ba thánh tích, rồi sử dụng chúng để biến mất vào một cánh cổng không gian nhằm đánh thức thực thể thần thoại được gọi là Orochi, thứ ban cho sức mạnh vô hạn.  Thanh kiếm được tiết lộ là giả và nhiệm vụ bị trì hoãn.  Mai được Chizuru Kagura bị thương cho biết thanh kiếm thật đang ở cùng Saisyu Kusanagi tại viện tâm thần.  Cô được cảnh báo rằng Iori không nên tham gia vào nhiệm vụ đánh bại Rugal của cô.  Tại viện, Mai gặp Saisyu bị catatonic và con trai của anh ta là Kyo nhưng sự hiện diện của Iori đột nhiên phá vỡ trạng thái catatonic của Saisyu, và anh cả Kusanagi đe dọa sẽ giết Iori trước khi bất tỉnh và chết.
Tại một bệnh viện khác, Chizuru được đồng nghiệp Scott thông báo rằng Rugal đã thay đổi cơ sở dữ liệu của King of Fighters và đưa ra những thách thức cho các chiến binh trên khắp thế giới. Đặc vụ CIA Terry Bogard vào phòng Chizuru, yêu cầu thông tin về nơi ở của Rugal và giải đấu.  Cô nói rằng các chiều không gian khác nhau tồn tại, nhưng khi anh không tin vào điều đó, cô bảo anh hãy đến Seattle và hỏi Mai, một đặc vụ bí mật được CIA cử đến để thâm nhập vào tổ chức của Chizuru một năm trước.
Tại một nghĩa trang ở Seattle, nơi Saisyu được chôn cất, Kyo và Iori đối đầu nhau. Iori giải thích rằng cả gia tộc Kusanagi và Yagami đều được định sẵn là kẻ thù của nhau. Mai đi nhờ Kyo đến nhà anh, nơi cô giải thích rằng cô đang tìm kiếm Kusanagi Sword. Kyo kể với cô rằng nhiều thế kỷ trước, tổ tiên của Yagami đã cố gắng giải phóng Orochi, nhưng nó khiến anh ta nổi cơn thịnh nộ giết người. Tổ tiên của Kyo đã giết Yagami và đưa Orochi trở lại thế giới của nó. Mai nói với Kyo rằng Rugal ra ngoài để giải phóng Orochi. Kyo muốn đối đầu với Rugal, kẻ đã phá hủy trạng thái tinh thần của cha anh.
Tại một khách sạn, Mai và Kyo gặp Iori và Terry. Rugal đang sử dụng chiều hướng giải đấu để hợp nhất nó với thế giới thực. Sau khi Mai thổi bay vỏ bọc của mình trước mặt Kyo, Iori đeo tai nghe Bluetooth của anh ấy và bước vào không gian giải đấu để đối đầu với Rugal. Ở đó, anh ta đánh bại những người hầu của Rugal, Mature và Vice, chỉ để Orochi tiêu diệt tâm trí của anh ta.
Ngày hôm sau, Kyo bị dụ dỗ vào giải đấu, nơi anh lần đầu chiến đấu với Rugal và thua cuộc, nhưng được phép sống như một lời cảnh báo. Kyo mang thanh kiếm của tổ tiên ra và cùng Chizuru và Terry tham gia giải đấu sau khi Mai bị Rugal lôi kéo. Khi cả bốn gặp nhau, họ bị tách thành các không gian khác nhau, Kyo chiến đấu với Rugal, còn Mai và Terry đối mặt với Mature và Vice. Rugal chuẩn bị chặt đầu Kyo thì Iori xuất hiện và can thiệp. Rugal tiết lộ với Kyo rằng vài năm trước, anh đã chiến đấu với Saisyu, Chizuru và Iori để giành quyền kiểm soát Orochi. Trong cuộc chiến đó, Iori cho phép Orochi chiếm lấy cơ thể của mình, đánh bại Rugal, nhưng cũng phá hủy trạng thái tinh thần của Saisyu bằng cách đập đầu anh ta vào hàng rào gỗ nhiều lần.  Điều này dẫn đến một cuộc chiến giữa Kyo và Iori cho đến khi Kyo chém vào lưng Iori, giải phóng Orochi khỏi cơ thể anh ta.
Thất vọng trước kết quả của cuộc chiến, Rugal gửi Kyo, Iori và Mai đến một không gian khác để đối mặt với họ bằng toàn bộ tiềm năng của mình. Chizuru và nhiều bản sao của cô ấy xuất hiện, tiết lộ rằng cô ấy đã tìm thấy chiếc gương và chiếc vòng cổ. Các anh hùng thất bại trong nỗ lực đầu tiên nhằm kết hợp các di vật và gài bẫy Rugal, khiến Chizuru bị trọng thương. Mai thay thế cô làm người giữ gương, nhưng khi cô, Kyo và Iori dồn Rugal vào góc, họ một lần nữa bị sức mạnh của anh ta khuất phục. Rugal phá hủy thanh kiếm của Kyo, nhưng khi chuẩn bị kết liễu anh ta bằng một quả cầu lửa, Kyo đã tạo ra một thanh kiếm mới để chặn nó một cách kỳ diệu. Sau đó anh ta ném thanh kiếm và tiêu diệt Rugal.
Trở lại thế giới thực, Scott đặt một chiếc đèn lồng trên đại dương để tưởng nhớ Chizuru. Kyo quyết định giữ truyền thống gia đình bằng cách tiếp tục tham gia giải đấu. Anh ngẫm nghĩ về những lời dạy của người cha quá cố trong khi Iori nhìn chằm chằm vào anh từ phía bên kia bến tàu.